# Церква Успіння Пресвятої Богородиці (Нові Петликівці, УГКЦ)
Церква Успіння Пресвятої Богородиці в Нових Петликівцях — парафія і храм греко-католицької громади Бучацького деканату Бучацької єпархії Української греко-католицької церкви в селі Нові Петликівці Чортківського району Тернопільської области.

## Історія церкви
Перша згадка про парафію датується 1922 роком. Розпис храму виконав бучацький художник Роман Лесів. У 1991 році церкву освятив владика Павло Василик.
Парафія діяла в лоні УГКЦ до 1946 року. Старий дерев'яний храм, відреставрований у 1922—1946 роках, був зруйнований державною владою в 1953-му.
Парафія відновила свою діяльність в УГКЦ у 1990 році. Тоді ж на місці старого дерев'яного храму почали будувати новий мурований. Богослужіння в ньому почали проводити з 1991 року.
При парафії з 1999 року діє братство «Матері Божої Неустанної Помочі».
У селі є могила воїнам УПА (1998), яку освятили 5 серпня 1999 року владика Павло Василик, о. Зиновій Монастирський та о. Василь Бігун. Також встановлена фігура Матері Божої на честь 2000-ліття Різдва Христового, освячена деканом о. Василем Бігуном.

## Парохи
- о. Плискевич,
- о. Гук,
- о. Антін Пельвецький,
- о. Володимир Ганкевич,
- о. Жарій,
- о. Михайло Килима,
- о. Валерій Кандюк (1991—листопад 1996),
- о. Євген Шмадило (з грудня 1996).